# سیارک ۲۵۶۵
سیارک ۲۵۶۵ (به انگلیسی: 2565 Grogler، نامگذاری:1977TB1) دو هزار و پانصد و شصت و پنجمین سیارک کشف شده‌است که در ۱۲ اکتبر ۱۹۷۷ کشف شد.
قدر مطلق سیارک برابر ۱۴٫۵۰ است.